# Révolte de Gerace
La révolte de Gerace est une insurrection ayant eu lieu dans le District de Gerace dans le cadre de l'insurrection dans le royaume des Deux-Siciles de 1847.

## Déroulement

### Préparation

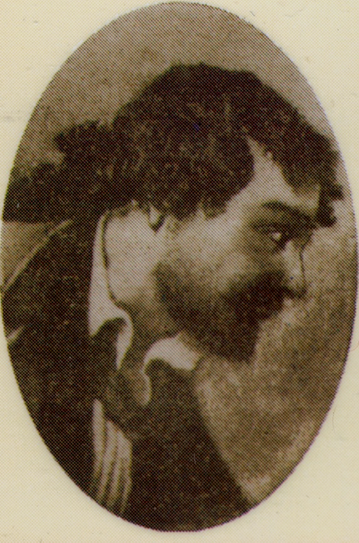
Rocco Verduci, Commandant militaire de l'insurrection.

Le 2 septembre 1847 éclate à Reggio Calabria l'insurrection menée par Domenico Romeo qui mène à la création d'un gouvernement provisoire. Rocco Verduci est alors nommé Commandant militaire de l'insurrection pour le District de Gerace, tandis que Michele Bello, Domenico Salvadori et Gaetano Ruffo sont chargés d'y étendre l'insurrection qui éclate alors aux cris de « W PIO IX, W L’ITALIA, W LA COSTITUZIONE »,,,,. L'insurrection dans le District de Gerace avait été approuvée peu de temps avant par le Comité de Naples (dont faisait partie Domenico Romeo) et devait avoir lieu simultanément à une insurrection à Messine, qui échoua. 

### Bianco
Michele Bello, parti avec plusieurs autres insurgés, capture un navire de la douane à Cap Spartivento avec lequel il débarque à Bianco où il est rejoint par Rocco Verduci et Domenico Salvadori qui s'étaient occupés de lever des troupes à Sant'Agata del Bianco. Les insurgés détruisirent les emblèmes royaux et brulèrent les cartes de la police bourbonienne. Le 3 septembre 1847, Domenico Salvadori accompagné par Stefano Gemelli et Ferdinando Ielasi (ou Jelasi) partent pour Caraffa del Bianco mais reviennent le soir même à Bianco, auprès de Rocco Verduci. Il est décrété obligatoire de porter la cocarde par ordre de Giannandrea Romeo, le frère aîné de Domenico Romeo, qui annonce aussi l'ordre de s'armer pour tous les citoyens ayant entre 15 et 60 ans. Les insurgés guidés par Rocco Verduci prennent les villes de Caraffa del Bianco et de Bovalino, où ils sont accueillis par des insurgés guidés par Gaetano Ruffo, Giuseppe Lenini et le baron Filippo Calfapietra. 
Toujours le 3 septembre 1847, les insurgés reçoivent une lettre de Siderno envoyée par un marchand du nom d'Alessandro Maresca déclarant que le sous-intendant du District de Gerace, Antonio Bonafede, s'était enfui depuis la Marine de Siderno. Rocco Verduci, Michele Bello, Domenico Salvadori et Giuseppe Gemelli s'embarquent donc sur un premier bateau pour partir à sa poursuite tandis que Stefano Gemelli, Antonio Parisi, Vizzari, Ferdinando Massara et Giulio Mezzatesta (le cousin de Rocco) s'embarquent sur un second navire. Le 4 septembre 1847, le bateau où se trouve Verduci accoste au large de Bianco celui où se trouve Antonio Bonafede et le lieutenant Antonio Gargea. Celui-ci se laisse faire en pensant que les insurgés sont des douaniers et ceux-ci en profitent pour capturer le sous-intendant. Les chefs des insurgés sauvent la vie de celui-ci, déjà responsable de l’exécution de Frères Bandiera en 1844, en le défendant d'un lynchage, bien que Rocco Verduci s'y oppose. Antonio Bonafede est finalement traité comme un prisonnier de guerre et aucun mal ne lui est fait. Il est conduit jusqu'à la maison d'un des chefs urbains de l’insurrection, Giulio Marchese, où on l'oblige à porter la cocarde tricolore vert, blanc, rouge et à crier « Viva la Costituzione ».

### Bovalino
Les chefs des insurgés quittent ensuite la ville de Bianco, où ils ne laissent qu'une faible arrière-garde pour éviter une contre-attaque, en direction de celle de Bovalino. Rocco Verduci marche à la tête des insurgés avec à son flanc Stefano Gemelli, puis Vincenzo Spanò et enfin Giuseppe Pulitanò qui portent tour à tour le drapeau tricolore aux futures couleurs de l'Italie, à côté d'eux avance aussi le prêtre Francesco Ielasi (ou Jelasi) à cheval qui porte à la main un crucifix et une feuille sur son chapeau avec inscrit « W PIO IX ». À leur suite, et marchant derrière eux, vient aussi le prisonnier Antonio Bonafede à qui on a proposé de faire le trajet sur un âne. Une fois arrivés à Bovalino, les insurgés font paraître un manifeste révolutionnaire dans lequel est annoncée la réduction de moitié du coût du sel et du tabac, l'abolition de l'interdiction de puiser de l'eau de mer (alors utilisé comme remède médical) et la suppression du droit de douane,. Gaetano Ruffo est accueilli par le maire et les nobles de la ville puis il se rend à l'église où, accueilli par le clergé, il prononce un discours patriotique. Pendant ce temps, Rocco Verduci reste auprès de Bonafede, qui a été enfermé dans la maison du pharmacien De Maria, à qui il permet d'écrire une lettre à sa femme se trouvant à Gerace pour la rassurer sur son état. En profitant de cette période de repos, les chefs insurgés décident de la division de leurs armées en plusieurs bataillons composés chacun d'une douzaine d'hommes et dirigées par un caporal. Les caporaux nommés sont Luigi Polimeni, Francesco Micò, Francesco Marfia, Ferdinando Massara, Stefano Gemelli, Antonino Cafiero et Giovanni Versace. Pendant la nuit, le prêtre Francesco Ielasi déserta.
Les chefs insurgés et les caporaux prirent la décision de ne pas attaquer Gerace à cause de l'évidente difficulté que présentait la prise de cette ville située sur un promontoire. De plus, la ville s'est préparée à recevoir les insurgés et le principal chef des mouvements libéraux de Gerace, Ilario Muscari Tomajoli, a été arrêté. Ils décident donc de suivre le littoral en espérant rejoindre les troupes des insurgés venant de Catanzaro, au nord. Avant de partir de Bovalino, le prêtre Francesco Zappia s'unit aux insurgés en remplacement de Ielasi.

### Ardore et Siderno
Le 5 septembre 1847, au matin, le lieutenant Gargea est mis en liberté et les insurgés se dirigent vers Ardore. Environ au même moment, Giovanni Rosetti de Reggio et plusieurs de ses hommes accostent à la Marina di Gerace (actuel Locri) avec l'intention de rejoindre l'insurrection aux abords de Siderno et Roccella Ionica. À Ardore, les insurgés sont rejoints par Tommaso Marando, le docteur Loschiavo, Pietro Spanò et Filippo Codespoti. Sur la place du village, Rocco Verduci invite la population à crier « Viva l'Italia! » (« Vive l'Italie ») mais il se heurte au silence des habitants. Indigné à la suite de cet épisode, il aurait déclaré « gli ardoresi sono un popolo di tiranni » (« les habitants d'Ardore sont un peuple de tyrans »). Plus tard, Verduci craignant que Bonafede puisse être libéré, il le déplaça lui-même depuis la pharmacie Todarello, où il se trouvait, à la mairie d'Ardore. Aux alentours de midi, des habitants arrivant de Brancaleone, dont le médecin Giulio Vitale et le frère Musitano de Staiti, rejoignirent les insurgés d'Ardore mais refusèrent de continuer jusqu'à Siderno. Les chefs insurgés se divisèrent en deux groupes :  ceux voulant continuer et ceux émettant de la méfiance quant au futur de l'insurrection. Parmi ceux-ci, on compte Grillo et le baron Calfapetra. Ceux qui décidèrent de continuer, dont Verduci, furent d'abord accueillis chez le médecin Francesco Loschiavo puis chez Girolamo Spagnolo. Pendant ce temps, à Gioiosa Ionica, la ville est partagée surtout entre ceux qui veulent rester neutres et ceux qui veulent partir combattre les insurgés. Le chef de file de ceux-ci est le juge Giuseppe Parandelli, qui avait tenté d'inculper Verduci en 1846, avec à ses côtés le maire Raffaele Macrì et les principaux nobles de la ville. Finalement, Parandelli se retrouve seul face aux personnes neutres et il quitte donc la ville pour se réfugier chez Luigi Pellicano. En même temps, Rosetti quitte Ardore pour Roccella Ionica pour se mettre en accord avec Pietro Mazzoni sur un point de rencontre. 
Ainsi, les insurgés de Gerace, Caraffa et Bovalino sont rejoints à Siderno par un groupe armé de cinquante hommes levés à Roccella Ionica par Pietro Mazzoni. Après s'être installés à Siderno, Rocco Verduci invite Bonafede à écrire une lettre à l'évêque Perrone dans le but d'exhorter les habitants de Gerace à accueillir les insurgés. Bien plus tard, dans ses mémoires, Antonio Bonafede avouera avoir trouvée exagérée la prise de position anti-révolutionnaire des puissants de Gerace qui selon lui n'arrivaient pas à comprendre la volonté des insurgés de ne pas tuer.

### Gioiosa Ionica et Roccella Ionica
Le 6 septembre 1847, Rocco Verduci et les insurgés, ne pouvant rejoindre Gerace en raison de l'hostilité de la population, se transférèrent à Gioiosa Ionica. Il en profite alors pour transférer le sous-intendant Bonafede, toujours sous la garde de Rocco Verduci, dans la maison de Giuseppe Amaduri. De nouveau, les chefs se réunissent à la mairie, cette fois celle de Gioiosa, où ils proclament la destruction des emblèmes royaux et la diminution du prix du sel et du tabac. Les insurgés permettent à Bonafede de circuler librement dans la maison où il doit rester sous la surveillance de cinquante hommes armés. Il faut aussi noter qu'aucune violence n'est faite à la population et que lorsque Parandelli, qui avait anciennement jugé Verduci, est capturé, il est ensuite relâché avec l'ordre d'abandonner Gioiosa et de se retirer dans son village natal, Dasà. Les insurgés continuent ensuite jusqu'à Roccella Ionica où le quartier général fut établi dans le palais paternel de Pietro Mazzoni. Antonio Bonafede fut reclus dans la maison de Fortunato Jelasi.

## Procès et exécutions

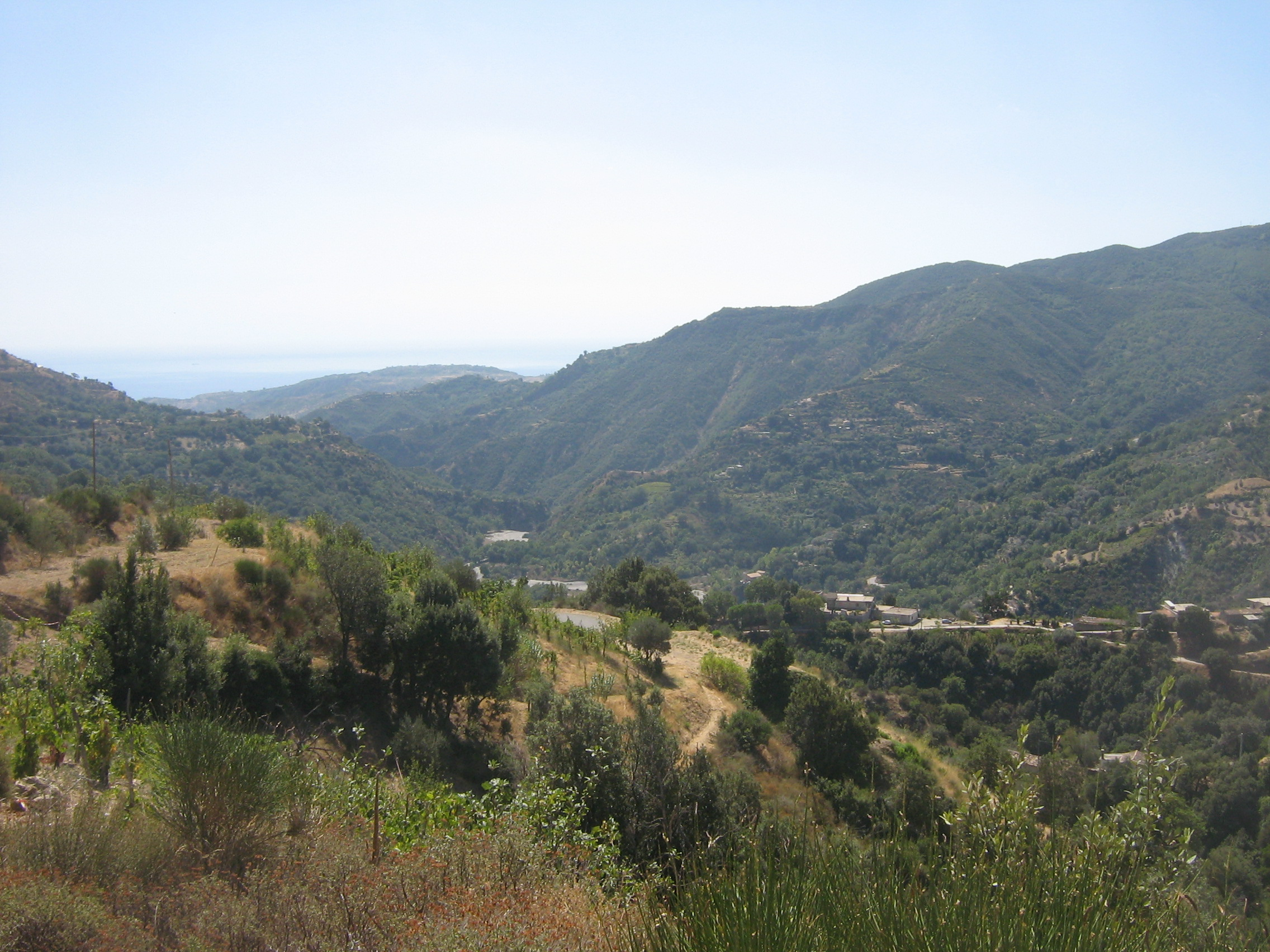
La vallée de Caulonia

Le 4 septembre 1847 avait eu lieu, à Reggio Calabria, la prise de la ville (jusqu'alors aux mains des insurgés et de Domenico Romeo) par les troupes bourboniennes de Monteleone guidés par le général Ferdinando Nunziante, qui contraint les insurgés à la fuite. Le 6 septembre 1847, trompés par un grand navire de commerce qu'ils prennent pour un navire de guerre, les insurgés de Roccella Ionica fuient la ville. Rocco Verduci, Michele Bello, Domenico Salvatori et Stefano Gemelli sont donc eux aussi contraints à la fuite et ils partent se cacher dans une grotte dans les montagnes près de Caulonia où ils furent arrêtés le 15 septembre 1847 par dénonciation de Nicola Ciccarello ou Cicarelli,.
Les frères Francesco et Giulio Mezzatesta (cousins de Rocco Verduci), Antonio Parisi ainsi que Vincenzo Verduci (frère de Rocco) furent d'abord inculpés pour complicité au second degré et ils furent donc assignés à leur domicile puis, par la suite, ils furent de nouveau inculpés mais cette fois pour complicité au premier degré et ils furent emprisonnés jusqu'à ce qu'une amnistie soit déclarée par le roi.
Durant le procès sommaire mené par le sous-intendant de Gerace et le général Ferdinand Nunziante, plusieurs sources écrites et orales rapportent les paroles de Rocco Verduci adressées au général Nunziante qui lui avait promis la vie sauve si celui-ci lui avait révélé les noms de ses complices : « Che domande incivili ! E chi mai potrebbe riscattare la vita con il prezzo di tanta vergogna ! Io credo che voi, Generale, da soldato d'onore non avreste la forza di consigliarmelo. » (« Quelles questions inciviles ! Et qui pourrait jamais racheter sa vie avec le prix de tant de honte ! Je crois que vous, Général, en tant que soldat d'honneur n'auriez pas la force de me le conseiller. »),,.
Lors du bref procès que subirent les cinq chefs des insurgés de la Révolte de Gerace, le principal chef d’accusation contre eux fut le fait d'avoir brandi le drapeau tricolore vert, blanc, rouge (et donc de demander l'unification de l'Italie). En effet, l'insurrection dans le District de Gerace ne provoqua aucun mort.
Rocco Verduci, Michele Bello, Pietro Mazzoni, Gaetano Ruffo et Domenico Salvadori furent fusillés le 2 octobre 1847 à trois heures du matin, dans la nuit et rapidement pour éviter qu'intervienne la grâce souveraine, sur la plaine de Gerace. Ils furent tués par quarante coups de fusil,. Leurs corps furent jetés dans la fosse nommée La Lupa,,.
Ils furent retenus par la postérité sous le nom des Cinque Martiri di Gerace ou plus simplement sous le nom des Cinque Martiri (les Cinq Martyrs),,.

## Résumé du parcours des insurgés
Les insurgés de la Révolte de Gerace traversèrent les villages de Bianco, Bovalino, Ardore, Siderno, Gioiosa Ionica et Roccella Ionica, puis les chefs de la révolte continuèrent jusqu'à Caulonia. Les villages de Bianco et Caulonia sont séparés d'environ 45 km à vol d'oiseau.

## Les Cinq Martyrs de Gerace
- Rocco Verduci de Caraffa del Bianco (1824 - 1847).
- Michele Bello de Siderno, alors Ardore (1822 - 1847).
- Gaetano Ruffo de Bovalino, alors Ardore (1822 - 1847).
- Pietro Mazzoni de Roccella Ionica (1819 - 1847).
- Domenico Salvadori de Bianco (1822 - 1847).

## Honneurs

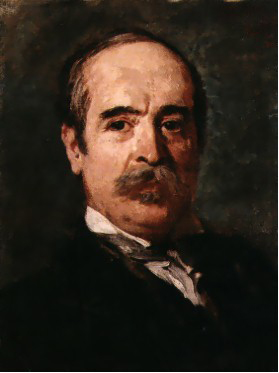
Portait de Francesco Jerace.

- Le 7 juin 1931 fut élevé sur le lieu d'exécution des Cinq Martyrs un monument en marbre blanc, œuvre du sculpteur Francesco Jerace (1854 - 1937), en leur honneur, portant la mention : « Ripetano i secoli che qui vennero fucilati il 2 ottobre 1847 Michele Bello da Siderno, Pietro Mazzoni da Roccella, Gaetano Ruffo da Bovalino, Domenico Salvadori da Bianco, Rocco Verduci da Caraffa. Precursori di libertà. » (« Que les siècles se souviennent qu'ici furent fusillés le 2 octobre 1847 Michele Bello de Siderno, Pietro Mazzoni de Roccella, Gaetano Ruffo de Bovalino, Domenico Salvadori de Bianco, Rocco Verduci de Caraffa. Précurseurs de la liberté. »)[3],[5].
- À Locri, devant la place de Locri, fut érigé en 1872 par des sculpteurs de Carrare un monument en l'honneur des Cinq Martyrs de Gerace. Deux inscriptions y sont présentes : une devant est une derrière. Sur le devant du monument est inscrit : « Bello Michele da Siderno, Mazzone Pietro da Roccella, Ruffo Gaetano da Bovalino, Salvadori Domenico da Bianco, Verduci Rocco da Caraffa morendo gloriosamente per fucilazione il 11 ottobre MDCCCXLVII resero sacre queste contrade. All'unità nazionale. Alla libertà. ». Sur le derrière du monument est inscrit : « Compiuti i voti in Roma, grata, la Nazione risorta onora i suoi martiri dai cittadini liberi, ad esempio di propositi forti, a scongiuro di altri lutti per interne ed esterne perfidie. Con offerte spontanee questo monumento solennemente fu eretto. »[12].
- L'école primaire de Gerace est nommé en l'honneur des Cinq Martyrs : Istituto Comprensivo Cinque Martiri di Gerace[13].
- Tous les ans (le 2 octobre), une commémoration en l'honneur du martyre des Cinq Martyrs de Gerace a lieu à Gerace en présence du maire de la ville et souvent des carabinieri[5].
- Peu de temps après l'exécution des Cinq Martyrs, et en leur honneur, plusieurs personnes dans toutes les régions d'Italie portèrent le chapeau à la mode calabraise[2],[3].

### Loges maçonniques
- La loge maçonnique de Gerace, Loggia Rocco Verduci (aussi appelée Oriente di Gerace)[14]. C'est une loge affiliée au Grand Orient d'Italie qui fut fondée en 1911 à Brancaleone bien que son siège soit maintenant à Gerace. Son nom lui fut donné en l'honneur de Rocco Verduci en ceci qu'il était le plus jeune des Cinq Martyrs de Gerace[15]. Son membre le plus illustre fut le poète, médecin et politique italien : Vincenzo De Angelis (it) (1877-1945), la loge maçonnique actuelle de Brancaleone porte d'ailleurs son nom[14]. Le choix de la ville de Gerace comme siège de cette loge faisait suite aux choix des francs-maçons italiens de se rapproprier d'anciens territoires de la maçonnerie. En effet, la franc-maçonnerie était présente à Gerace depuis 1700[15].
- La loge maçonnique de Locri, Loggia Cinque Martiri, a été ainsi nommée en honneur aux Cinq Martyrs de Gerace[14].
- La loge maçonnique de Caulonia porte le nom de Loggia Domenico Salvadori, un des Cinq Martyrs de Gerace[16].
- Les deux loges maçonniques de Roccella Ionica portent le nom de deux des martyrs de Gerace : la Loggia Pietro Mazzone et la Loggia Gaetano Ruffo[16].
- La loge maçonnique de Siderno porte le nom de Loggia Michele Bello, un des Cinq Martyrs de Gerace[16].

### Toponymie
Il existe 4 rues nommées en honneur aux Cinq Martyrs de Gerace :
- Via Martiri di Gerace 1847, à Catanzaro, impasse débutant au Viale Papa Pio X et se trouvant à proximité du complexe hospitalier Pugliese Ciaccio.
- Via Martiri di Gerace, à Soverato Marina (fraction de Soverato).
- Via Martiri di Gerace, à Montepaone Lido (fraction de Montepaone).
- Via Martiri di Gerace, à Torre (fraction de San Ferdinando).